# Pietro Vetro
Pietro Vetro (Favara, 23 febbraio 1897 – Roma, 15 ottobre 1983) è stato un critico letterario italiano.
(Pietro Vetro, "La vetta")

## Biografia

### Primi anni
Pietro Vetro nacque da Giosuè, facoltoso proprietario terriero, e Antonia Vita.
Dopo aver completato gli studi superiori presso il Seminario Vescovile di Agrigento e ottenuta la licenza classica nel 1916, partecipò attivamente al fronte come aspirante ufficiale nel reparto dei bombardieri durante la Prima Guerra Mondiale. Nel corso del conflitto perse il fratello maggiore Antonio, a cui era profondamente legato.
Successivamente, dopo la disfatta di Caporetto, ottenne il trasferimento in aviazione con il grado di sottotenente.

#### La tesi su Luigi Capuana e la critica
Dopo il congedo, riprese gli studi presso l'Università di Palermo, laureandosi in lettere con il massimo dei voti sotto la guida di Giovanni Alfredo Cesareo, sviluppando la prima tesi su Luigi Capuana, la quale fu poi pubblicata. 
Questo lavoro si rivelò cruciale per gli studi successivi sull'opera dello scrittore di Mineo, da poco scomparso, e divenne un riferimento per le successive analisi letterarie.
Parallelamente agli studi, Vetro si distinse come critico letterario e teatrale per il quotidiano "L'Ora” di Palermo e collaborando con la pagina letteraria del "Giornale di Sicilia". 

### La docenza

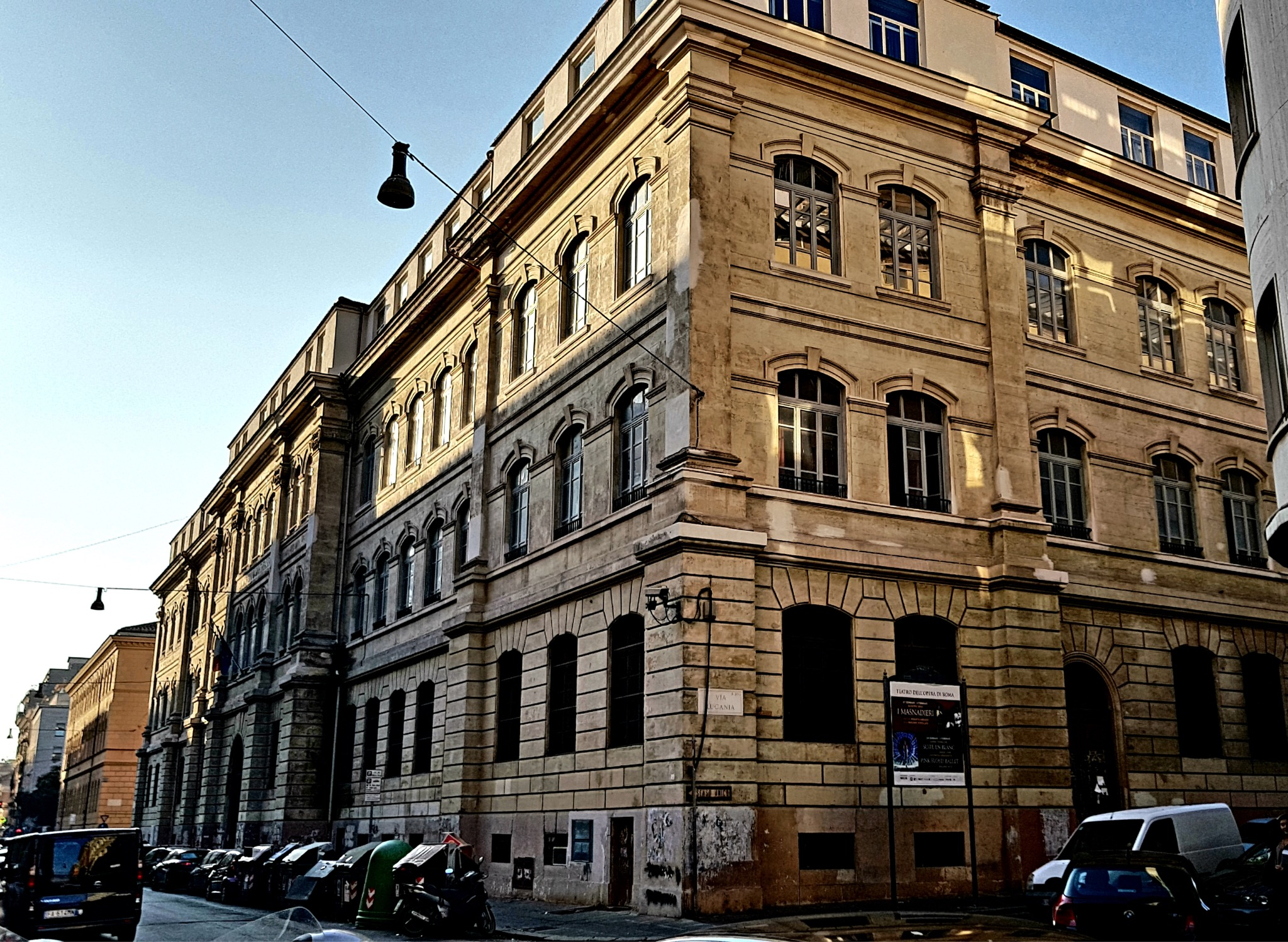
Il Liceo classico Torquato Tasso di Roma

Fu insegnante presso l'Istituto Agrario di Agrigento e il Liceo Vittorio Emanuele di Palermo, prima di essere trasferito, nel 1934, al prestigioso Liceo Tasso di Roma, dove insegnò fino alla morte.
Tra i suoi allievi più celebri ebbe Ruggero Zangrandi, Vittorio Mussolini, Vittorio Gassman e Livio Pentimalli. 
In questa città collaborò con giornali come “Il messaggero” ed “Il giornale d’Italia”. 
La sua attività letteraria si distinse per la pubblicazione della raccolta di novelle "A pugni con la vita" nel 1933, successivamente ristampata da Argalia nel 1963, e dei romanzi "Mio figlio" nel 1942 e "Il richiamo del male" nel 1962, mentre ancora nel 1963 vide la luce il romanzo "Un uomo".
Durante la Seconda Guerra Mondiale, prestò servizio per alcuni mesi presso lo Stato maggiore.

### La Divina Commedia e gli ultimi anni
Vetro dedicò gran parte della sua vita all'analisi della "Divina Commedia", lavoro che lo occupò per circa vent'anni e che fu pubblicato postumo nel 1987 con l’editore Mursia e il plauso di Marcello Turchi.
Ritiratosi negli ultimi anni nella campagna laziale, morì a Roma il 15 ottobre 1983, lasciando un'impronta indelebile nel panorama letterario italiano del XX secolo.

## Vita privata
Nel 1930 sposò la ricca Concettina Miccichè (Favara, 28 marzo 1902 - Roma, 30 settembre 1974): dal matrimonio nacquero tre figli. Rimasto vedovo, sposò Carmelina Bellavia. 

## Riconoscimenti postumi
- Il 27 ottobre 1990, la sua città natale gli ha dedicato una manifestazione al Teatro "San Francesco" recentemente inaugurato, in cui furono tratti passi dalle sue opere e rappresentato il dramma “Tu dall’alto, io dal basso”. Lo stesso giorno viene scoperta una lapide sulla facciata della casa dove nacque:

## Opere
- Luigi Capuana: la vita e le opere, Catania, Studio Editoriale Moderno, 1922
- A pugni con la vita: novelle, Torino, Paravia, stampa 1933; II Ed. Urbino, Argalia, 1964
- Mio figlio: romanzo, Roma, Tosi, 1942; II Ed. Urbino, Argalia, 1963
- La vetta: liriche, con prefazione di Giuseppe Villaroel, Bologna, Cappelli, 1960
- Il richiamo del male, Urbino, Argalia, 1962
- Un uomo, Urbino, Argalia, 1963
- La Divina commedia: parafrasi e versione in prosa, testo a fronte, note esplicative a cura di Pietro Vetro, Milano, A.P.E.-Mursia, 1987
- Roberto Fedi, Pietro Vetro, E quindi uscimmo a riveder le stelle: un viaggio nell'Inferno, Purgatorio e Paradiso in compagnia di Dante, Virgilio e Beatrice, dalla selva oscura alle stelle, lungo le strade della perdizione e della beatitudine, fra i dannati e i santi, insomma la Divina Commedia, con prefazione di Giulio Nascimbeni, Milano, Mursia, 1988

### Prefazioni
- Giacomo Armò, Le vie diverse: carritteri. Radiocommedia siciliana, Napoli, Retroscena, 1933